# Ісламські ігри
Ісламські ігри (тур. Islam Ülkeleri Spor Oyunlari) змагання спортсменів з мусульманських країн, що проходили з 28 вересня по 5 жовтня 1980 року в Ізмірі, Туреччина. На змагання було запрошено 42 країни, однак участь у ньому взяли лише десять, які надіслали близько 700 спортсменів. Серед країн, що змагалися на турнірі, лише Алжир та Лівія направили делегації на Літні Олімпійські ігри 1980 року до Москви (решта оголосили бойкот).  

## Історія
Ідея цих ігор виникла в 1979 році, після домовленості між міністрами закордонних справ на регіональній нараді в Ісламабаді. Місцем проведення було вибрано Ізмір, який був добре обладнаний для виконання вправ, мав споруди, які використовувались протягом проведенням Середземноморських ігор 1971 року, стадіон «Ізмір Ататюрк» - головне місце проведення. Пакистанський спортивний чиновник Анвар Чоудрі висловив високу оцінку зближенню націй мусульманського світу, заявивши, що "всі країни, які змагаються, мають порівняно однаковий рівень [який] дає нашим спортсменам заохочення ставити ще кращі показники". 
Лівія виграла футбольний турнір асоціацій п'яти команд, залишившись непереможеною.
Ігри пропонувалося проводити в кожні чотири роки, за рік до літніх Олімпійських ігор, щоб мусульманські країни могли підготуватися до більшого змагання. Саудівська Аравія була обрана для проведення других Ісламських ігор у 1983 році, але захід не відбувся.  Жіночі ісламські ігри розпочалися в 1993 році. Продовжуючи традицію міжнародних ігор між мусульманськими країнами в 2005 році в Саудівській Аравії відбулися перші Ісламські ігри солідарності, які надалі планувалися регулярними — кожні чотири роки.   

## Нації-учасниці
- Алжир
- Бахрейн
- Бангладеш
- (95)
- Малайзія (78)
- Марокко
- Пакистан (42)
- Саудівська Аравія (141)
- Туреччина

## Таблиця медалей
*   Країна-господарка ( Туреччина)
| Місце                | Країна               | Золото | Срібло | Бронза | Загалом |
| -------------------- | -------------------- | ------ | ------ | ------ | ------- |
| 1                    | Туреччина*           | 63     | 38     | 16     | 117     |
| 2                    | Марокко              | 7      | 4      | 3      | 14      |
| 3                    | Алжир                | 4      | 14     | 23     | 41      |
| 4                    | Пакистан             | 3      | 18     | 5      | 26      |
| 5                    | Північний Кіпр       | 3      | 3      | 9      | 15      |
| 6                    | Саудівська Аравія    | 3      | 1      | 4      | 8       |
| 7                    | Бруней               | 2      | 2      | 2      | 6       |
| 8                    | Лівія                | 2      | 1      | 3      | 6       |
| 9                    | Малайзія             | 0      | 4      | 3      | 7       |
| 10                   | Бангладеш            | 0      | 0      | 4      | 4       |
| Загалом (10 збірних) | Загалом (10 збірних) | 87     | 85     | 72     | 244     |